# Головная вошь
Головна́я вошь (лат. Pediculus humanus capitis) — одна из двух форм, или морфотипов человеческой вши. Среда обитания — волосяной покров головы человека (усы, борода, волосы), откуда и название. Ножки головной вши подходят к обитанию на волосах круглого сечения. На волосах нижней части тела, имеющих треугольное сечение, обитает другой вид — лобковая вошь. От другого морфотипа — платяной (нательной) вши — головная вошь отличается более серым цветом и более коротким туловищем. После поглощения свежей крови цвет тела меняется на красный или пурпурный. Длина взрослого самца 2—3 мм, самки достигают длины 4 мм. Взрослая самка живет около одного месяца и откладывает пять яиц в сутки. Яйца, или гниды, фиксируются у основания волоса и созревают в течение 7—10 дней. После того, как молодая вошь выйдет из яйца, оно, пустое, остается висеть на волосе. Для полового созревания молодой особи требуется около 6—10 дней.
В отличие от платяной вши, головная менее опасна для человека, она не является переносчиком таких заболеваний, как сыпной тиф. Тем не менее, зуд, появляющийся в результате попадания слюны в ранки, приводит к раздражениям (педикулёз) и повышается вероятность попадания инфекций через повреждённые участки кожи головы.

## Превращения морфотипов
Исследования показали, что обе формы — головная и платяная вши — представляют разные морфотипы одного и того же вида, разделившиеся не более 72±42 тыс. лет назад
. В природе они не скрещиваются даже при смешанных инвазиях
, но в лабораторных условиях дают плодовитое потомство. Более того, один морфотип может достаточно быстро превращаться в другой и обратно. Так, если головную вошь содержать на теле, через несколько поколений её потомство начинает приобретать признаки платяной вши, и наоборот.
Уточнение таксономического статуса головной и платяной вшей требует проведения дальнейших исследований.

## Температурный режим
Определяющим фактором формирования морфотипа вшей является температура среды. Так, поколения головной вши развиваются и наиболее комфортно чувствуют себя при температуре около +28 °C, что является нормой для волосистой части головы. При понижении температуры окружающей среды примерно до +22 °C процессы жизнедеятельности головной вши резко замедляются. При температуре ниже +12 °C яйцекладка полностью прекращается, при понижении температуры тела до +10 °C и менее (что происходит при остывании трупа) вши начинают расползаться в поисках свежей крови, так как не могут прожить без питания более 2—3 дней. При повышении температуры до +35 °C развитие вшей замедляется, при температуре более +44 °C они быстро погибают.

## Галерея

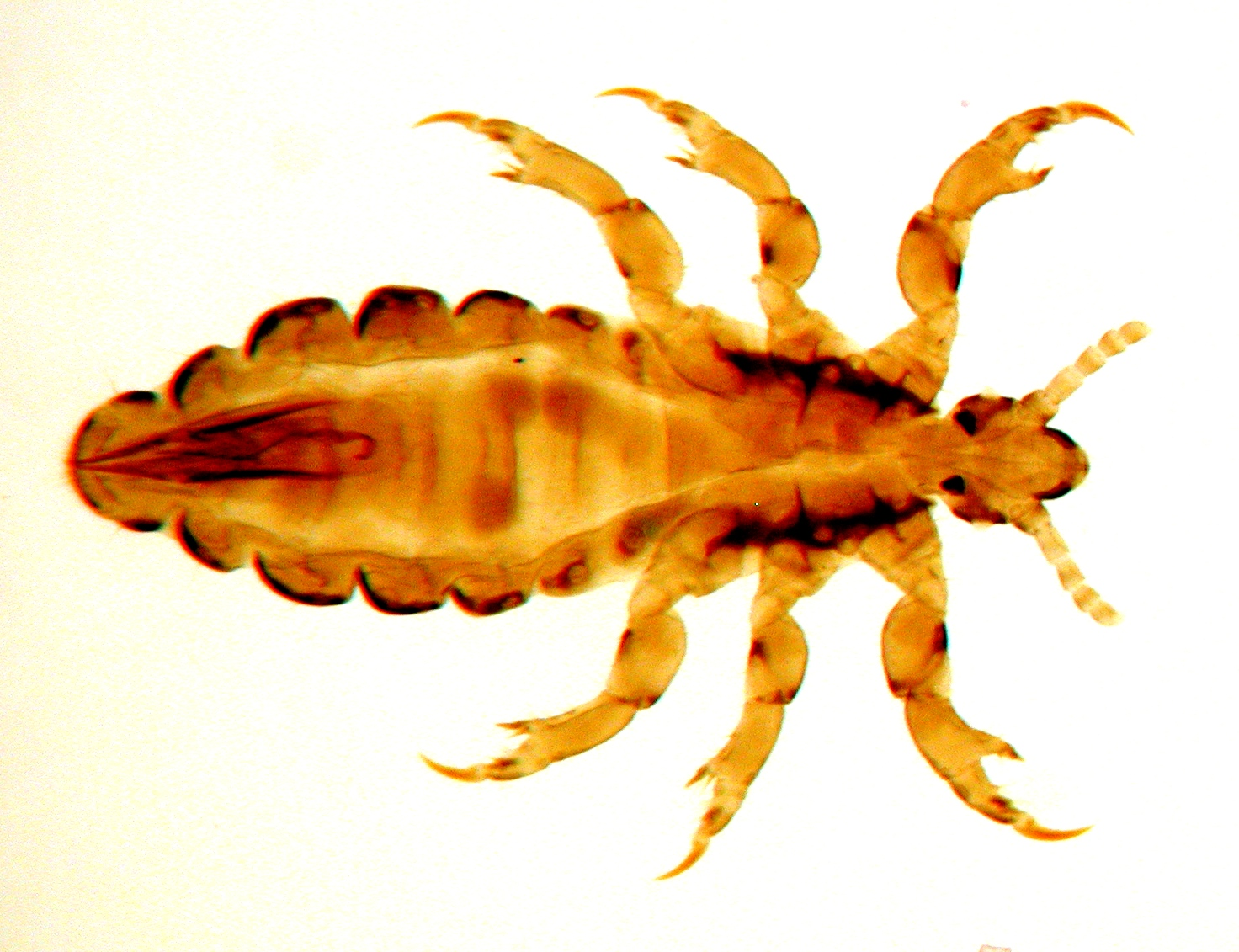
Самец
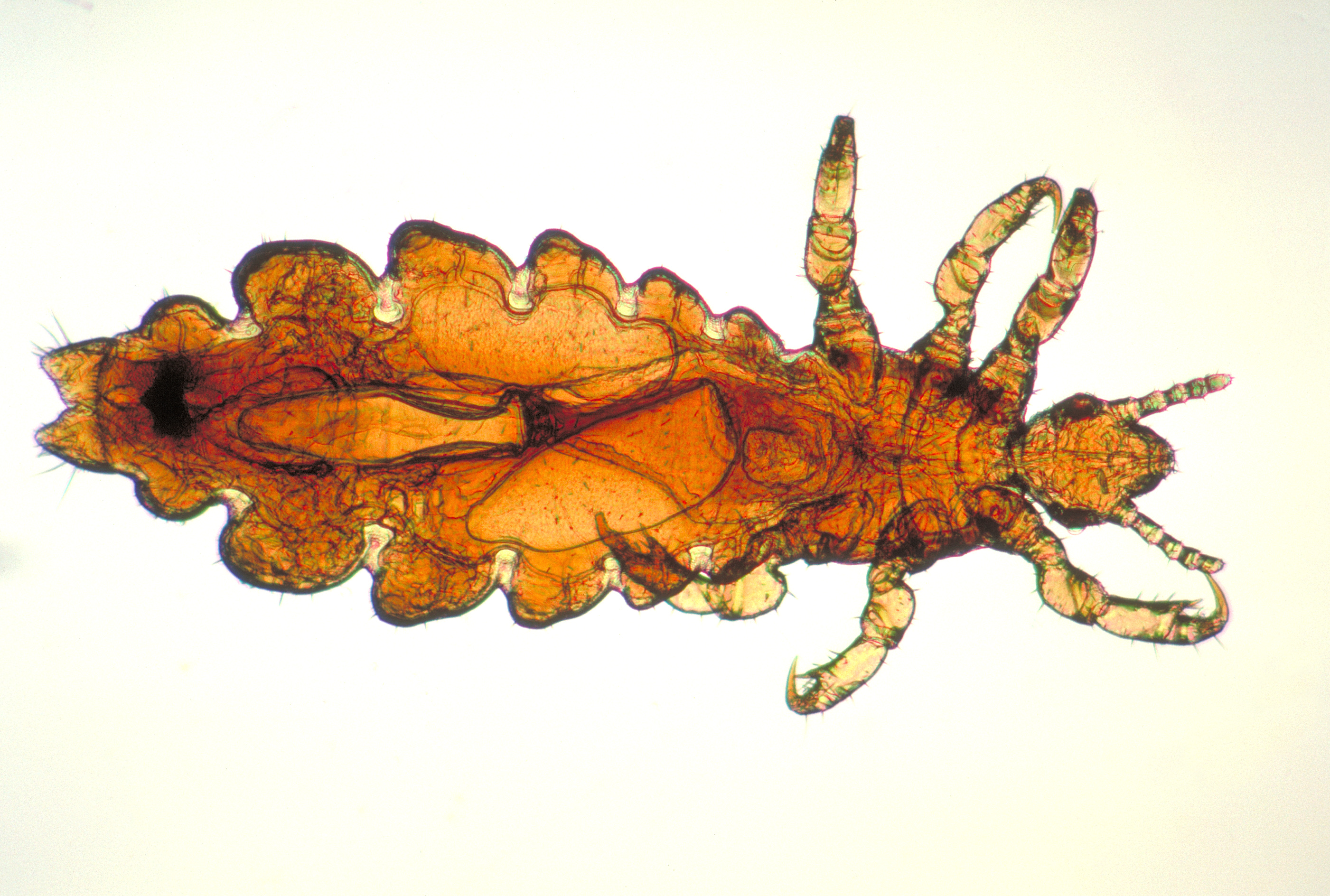
Самка
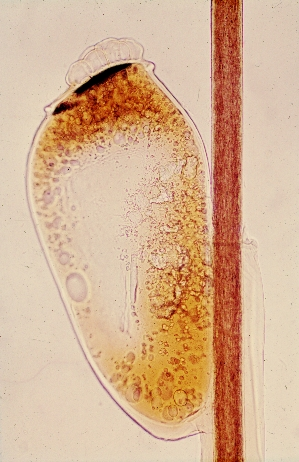
Гнида вши
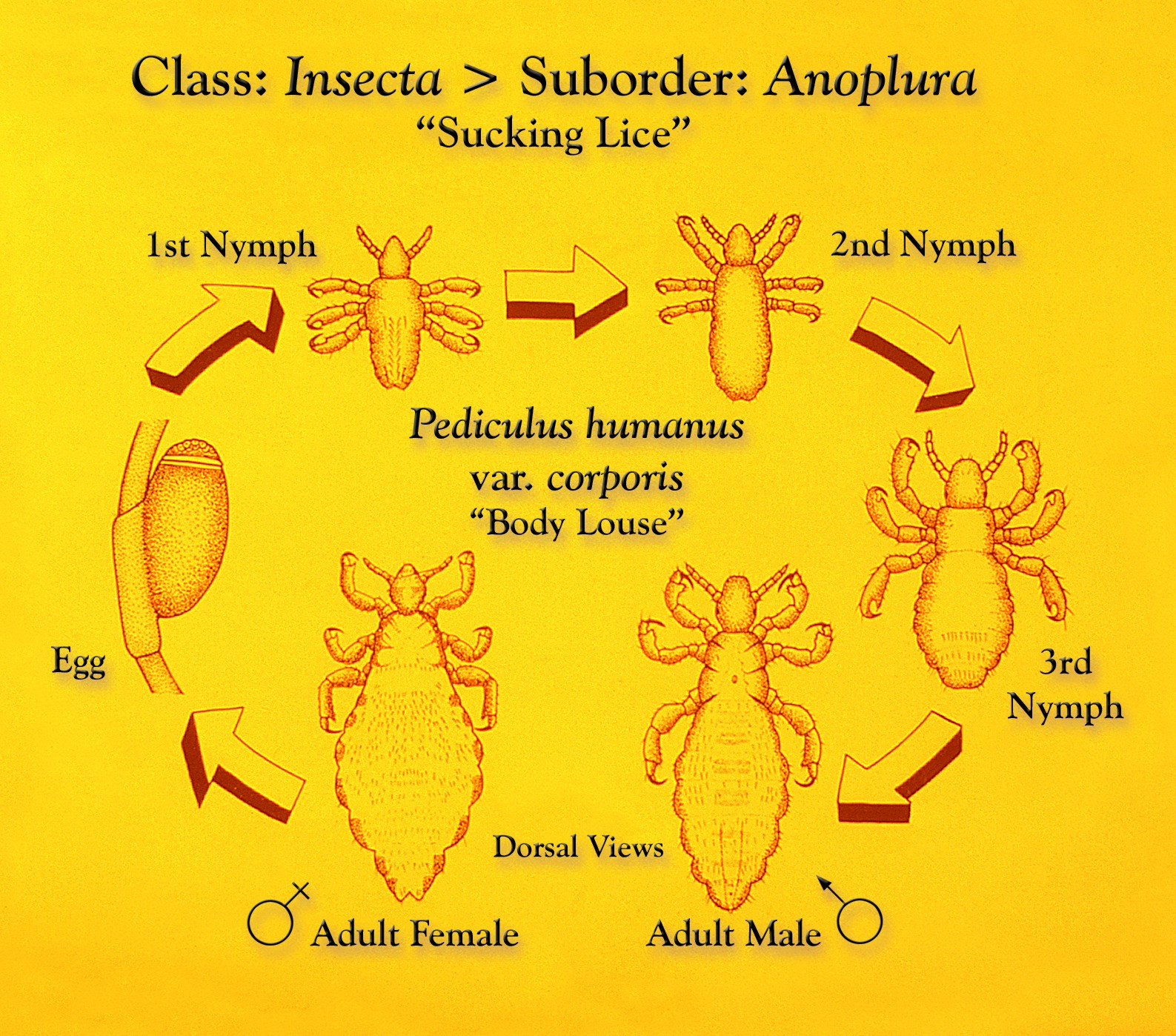
Жизненный цикл головной вши